# To om paragrafferne
To om paragrafferne er en novellesamling af den britiske forfatter Agatha Christie. Den første udgivelse blev publiceret af Dodd, Mead and Company i USA i 1929 og i Storbritannien af William Collins, Sons den 16. september samme år Den omhandler forfatterens detektiver Tommy og Tuppence Beresford, der først blev introduceret i Den hemmelige modstander (en:The Secret Adversary) i 1922. Parret er i alt med i fire Christie-romaner og denne novellesamling; de fem bøger med Tommy og Tuppence spænder over næsten hele Agatha Christies forfatterkarriere.
Denne samling af kriminalnoveller har et fælles tema, "en gruppe af korte kriminalhistorier inden for rammerne af en kriminalroman." I hver enkelt novelle er der en parodi på andre fiktive detektiver, hvoraf en del er gået i glemmebogen.

## Kritik
Samlingen blev godt modtaget ved udgivelsen, med udtryk som en "munter samling" og "med elskværdige parodier". En anmelder, der var mindre imponeret fremhævede, at "historierne ikke levede op til hendes normale standard", men var "tilstrækeligt underholdende". En anmeldelse i 1990 kommenterede, at "parodierne ikke er skarpe nok til, at dette betyder noget særligt" for at forhindre glæden ved historierne. Den bemærkede også, at handlingen i en historie, "The House of Lurking Death", "foregriber" en detektivroman udgivet i 1930 af Dorothy L. Sayers.